# OB 베어스 선수단 집단 이탈 사건
1994년 OB 베어스 선수단 집단 이탈 사건은 1994년 9월 4일, KBO 리그의 OB 베어스 선수단이 17명이 집단 이탈한 사건이다. 이 사건은 OB 베어스 항명 파동으로도 불리기도 한다.

## 사건
1994년 9월 4일, OB 베어스가 쌍방울 레이더스 군산 원정 경기에서 패한 후 숙소에서 미팅을 가지던 중 당시 윤동균 감독이 “오늘(9월 4일)은 매를 들어야겠다” 라고 크게 꾸짖어 말하자 이에 주장 김상호 등이 "최선을 다했으나 잘 되지 않았다" 라며 반발했다. 그러자 윤동균 감독이 화를 내며 “말을 듣지 않을 거라면 차라리 서울로 올라가 버리라” 고 말하자 박철순, 김상호, 장호연, 김상진, 이광우, 권명철 등 17명이 이탈한다.
전주역에서 흩어진 선수들은 대전역으로 속속 모여들어, 다음 열차를 타고 자정께 서울에 도착하여 잠실운동장에 주차해놓은 승용차를 빼내 다시 9월 5일 경기도 양평 플라자콘도에 집결한 베어스 선수진은, 다음날 기자들을 불러모아 윤동균 퇴진을 요구하는 회견을 연다. 박철순은 이날 “윤 감독이 옷을 벗으면, 나도 같이 벗겠다”고 선언한다. OB 베어스와 야구인생을 함께한 그의 뼈굵은 한마디였다. 구단에서는 5일 홍보부 직원 두 명을 급파하는데, 선수들이 모여있는 플라자콘도를 찾았던 그들이 내놓은 해법은 황당했다. 이 항명사태를 주도한 주동자 고참 다섯 명을 은퇴시키고, 감독도 경질할 수 없다는 것이었다. 결국 며칠간의 줄다리기 끝에 구단과 선수들은 ‘윤동균 감독 교체 및 박철순 김형석 등 5명 은퇴’에 합의하였다.
하지만 이번엔 사태를 지켜보고 있던 팬들의 반발이 봇물처럼 터져나온다. 구단은 결국 강영수를 제외한 16명 이탈자 모두를 다시 그라운드에 복귀시킬 수밖에 없었다. 이 와중에 김형석이 기록하던 연속경기출장 기록은 622경기에서 멈췄고, 시즌 내내 2군에 머무르다 사건 직전 1군으로 승격했던 강영수 선수는 선배라는 책임감 때문에 이탈에 합류했다가 홀로 방출되는 비운을 겪는다. 강영수는 이듬해 태평양 돌핀스에서 21홈런을 작렬하며 부활한다.
이 사건으로 OB 베어스의 잔여 경기 몰수패가 논의되었다. 결국 윤동균 감독이 자진 사퇴하고 선수단의 대대적인 징계로 막을 내렸다.

## 두산 베어스 10번의 저주
여담으로 이 사건의 당사자 윤동균이 현역 시절 달던 번호가 10번이었고, 한때 영구 결번까지 갔지만 이 사건으로 감독직에서 물러나면서 슬그머니 해제, 그 후 두산 베어스로 가면서 10번을 단 선수들이 이상하게 부진을 겪게 되는 일이 일어나게 되었다.
그 첫 번째 선수는 문희성으로 1997년 입단 이후 1년 동안 10번을 달고 뛰었다. 그러나 문희성은 이후 2군을 전전하여 2005년 시즌을 제외하면 만년 2군, 백업을 전전하다가 잠시 버스 기사를 하기도 하고 현재는 사회인 야구에서 뛰고 있다.
이후 10번을 단 선수는 강혁으로 한양대와 OB 구단 사이 이중 등록으로 영구 제명까지 갔다가 1998년 방콕 아시안 게임 금메달 이후 복권되어 당시 지명권을 소유한 두산으로 5억 7,000만 원의 계약금을 받고 입단하면서 10번을 달게 된다. 그러나 당시 두산은 1루수로 우즈가 있었고, 거기다 해태 타이거즈에서 최훈재를 영입한 상황으로 자리가 없어진 강혁은 대타를 전전하다 2001년 SK 와이번스로 이적, 이후 2004년 병역 비리 사건 때 방콕 아시안 게임 직전 병역 면탈을 시도했던 사실이 드러나 아시안 게임 금메달로 받은 병역 특례가 박탈되고 사회 복무 요원으로 입대하면서 선수 인생이 완전히 망가지게 된다.
강혁이 이적한 후 이번에는 심재학이 2001년 2월 두산으로 오면서 10번을 달게 되었다. 심재학은 2001년 한국 시리즈의 우승 주역이 되었고 더불어 성적도 타격 2위인 0.344에 홈런 24개, 88타점을 기록하며 커리어 하이를 찍었는데 2002년과 2003년에 거짓말 같이 패망, 결국 2004년 KIA로 이적하면서 10번의 주인은 사라졌다.
더군다나, OB 베어스 선수단 집단 이탈 사건 주동자 중 한 명이었던 김종석은 1995년 한국시리즈 우승에 큰 기여를 했지만  1996년 허리부상으로  인해 어렵게 잡은 주전 자리를 빼앗겼고 설상가상으로 1998년 입단한 우즈 때문에 주전 입성에 실패했으며 급기야 이중계약으로 인해 영구제명을 먹었던 강혁이 제명에서 풀려 1루수 자리에서 밀려났고 지명타자 자리도 기존의 이도형 최훈재 (99년 해태에서 이적)가 있어 자리를 못 잡았으며  엎친 데 덮친 격으로 1999년 말 선수협 파동까지 겹쳐 동계훈련에 빠진데 이어 2군생활을 전전했고  결국 2000년 6월 한화 유니폼을 입었으며 신인 시절 스승이었던 이광환 감독이 부임한 2001년 처음이자 마지막 두자릿수 홈런을 기록했다.
하지만, 김종석은 2002년부터 갑작스런 부진에 빠졌고 급기야 2003년 부임한 유승안 감독에 의해 본격적으로 등용된 김태균에게 밀려 설 자리를 잃었으며 유승안 감독이 성적 부진 뿐 아니라 2년 계약 종료로 팀을 떠난   2004년 시즌 뒤 자유계약선수로 풀려 은퇴했는데 공교롭게도 김종석은  2004년 시즌 후 한화 감독으로 취임한 김인식 감독이 OB 감독을 맡은 첫 해인 1995년  한국시리즈 우승에 기여를 했으나 1996년 허리부상으로  인해 어렵게 잡은 주전 자리를 빼앗긴 데 이어 이에 앞서 OB 베어스 선수단 집단 이탈 사건의 주동자로 낙인찍혔던 데다 1998년 입단한 우즈 때문에  주전 입성에 실패했으며 급기야 이중계약으로 인해 영구제명을 먹었던 강혁이 제명에서 풀려 1루수 자리에서 밀려났고 지명타자 자리도 기존의 이도형 최훈재(99년 해태에서 이적)가 있어 자리를 못 잡았으며  엎친 데 덮친 격으로 1999년 말 선수협 파동까지 겹쳐 동계훈련에 빠져 김인식 감독으로부터  미움을 사 2군생활을 전전하여  2000년 6월 두산(전신 OB 포함)을 떠난 바 있었다.

이후 트레이드된 황윤성이 10번을 달았지만, 그 또한 2005년 5월 현대 유니콘스 전에서 그라운드 홈런을 친 경기를 제외하면 큰 존재감은 없었고, 최준석이 2006년 이적 이후 이듬해부터 10번을 달게 되는데, 최준석은 2007년 16홈런, 2009년부터 2011년까지 5번 타자로 맹활약하며 저주가 드디어 깨지는 것 같았다. 그러나 고질병인 무릎 부상이 발목을 잡기 시작, 2012년과 2013년을 연속으로 부진했다. 하지만 2013년 한국 프로 야구 포스트 시즌에서의 맹활약 이후 FA 때 친정 팀 롯데 자이언츠로 컴백, 부활에 성공했다. 다만 최준석은 롯데에서는 25번을 달았다.
최준석이 떠난 후 10번은 2011년 말 한화 이글스에서 2차 드래프트로 영입한 김강이 달고 있었는데, 김재환, 오재일 등에 밀려나면서 2군을 전전했고 끝내 두산 유니폼을 입고는 1군에 올라오지 못한 채 2016년 9월에 선수단에서 제외되었다. 그래도 2군 코치로 금새 재취업했고, 이후 kt 위즈의 타격코치로 자리를 옮겼다.
그 뒤 2017년 박세혁이 47번에서 10번으로 번호를 교체했다. 일단 7월 말까지는 큰 문제도 없고 양의지가 손가락 골절로 빠진 공백을 잘 메워주고 있다가 파울 타구에 급소를 자주 강타당했다.